# 実録阿部定
『実録 阿部定』（じつろくあべさだ）は、1975年製作・公開の日本映画。日活ロマンポルノの一作。カラー、シネマスコープ。
田中登監督、宮下順子主演。1976年のキネマ旬報では10位。

## あらすじ
阿部定は、中野・新井の料理屋「吉田屋」の女中として働いていた時の主人、石田吉蔵と、荒川の尾久の待合「満左喜」で情事に耽っていた。行為は芸者の前でも、女中の前でも構わず続けられた。定は包丁で自らの腕を傷つけて吉蔵になめさせたり、首を絞めあったりと危険な行為を繰り返していた。
お金の無くなった定は、恩師である大宮先生を訪ねて春を売り、お金を貰う。
ラジオからは二・二六事件の放送が流れる。
首を絞められた体調を崩した吉蔵は一度、家に戻ると言い、嫉妬した定は吉蔵が寝ている間に首を絞めて殺す。
定は、過去に様々な地方を、職業を転々としたことを思い出す。
定は吉蔵の死体の局部を包丁で切り取り、「満左喜」を後にし、再び大宮先生を訪ねて体を預ける。
地方を逃亡する定だが、やがて猟奇事件は世間の話題となり、覚悟を決める定。通報により定の隠れ場所に警察がやってくるのであった。

## スタッフ
- 監督 - 田中登
- プロデューサー- 結城良煕
- 脚本 - いどあきお
- 撮影 - 森勝
- 照明 - 小林秀之
- 録音 - 木村瑛二
- 美術 - 川崎軍二
- 編集 - 山田真司
- 音楽 - 坂田晃一
- 助監督 - 飛河三義
- 色彩計測 - 関寿之
- 現像 - 東洋現像所
- 制作担当者 - 栗原啓祐

## キャスト
- 阿部定（中野・新井の料理屋「吉田屋」の女中、31歳） - 宮下順子
- 石田吉蔵（中野・新井の料理屋「吉田屋」主人、41歳） - 江角英明
- 大宮先生（定子の名古屋時代の恩師で愛人） - 坂本長利
- 芸者 - 花柳幻舟
- 按摩 - 五條博
- 刑事 - 小泉郁之助
- 「満左喜」の女中（荒川の尾久の待合） - 千草蘭
- 定の父親 - 久松洪介
- 吉蔵の妻 - 橘田良江
- 「品川館」の女中 - 大谷木洋子
- 用心棒 - 庄司三郎
- - 谷文太
- 古着屋の店員 - 水木京一